# C
Вижте пояснителната страница за други значения на C.
C, c е третата буква от латинската азбука. Използва се във всички азбуки, създадени на латинска основа. В началото на 1 век на основата на C е произлязла друга латинска буква – G. Изглежда точно като кирилската буква С.

## Приложение
- В римската цифрова система означава числото 100 (на латински: centum).
- С буквата Със се бележи химичния елемент въглерод.
- С буквата Със се бележи музикалната нота ДО.
- Друго приложение на буквата С е за обозначение на определена категория МПС.
- Аскорбиновата киселина е наричана витамин С.
- Градусите по Целзий се отбелязват с буквата С.
- С буквата C се обозначава и езика за програмиране C